# براندون راش
براندون راش (بالإنجليزية: Brandon Rush)‏ مواليد 7 يوليو 1985، هو لاعب كرة سلة أمريكي يلعب مع فريق غولدن ستايت ووريورز في الرابطة الوطنية لكرة السلة ويحمل الرقم 4. يبلغ طوله 6 قدم 6 بوصة (2.0 م).

## فرق لعب لها
- إنديانا بايسرز
- غولدن ستايت ووريورز
- يوتاه جاز
- غولدن ستايت ووريورز

## روابط خارجية
- براندون راش على موقع إن بي أي (الإنجليزية)
- براندون راش على موقع سبورتس رفرنس (الإنجليزية)
- براندون راش على موقع كرة السلة الأوروبية.كوم (الإنجليزية)
- براندون راش على موقع إي إس بي إن.كوم (الإنجليزية)
- براندون راش على موقع كلية كرة السلة في سبورتس رفرنس.كوم (الإنجليزية)
- براندون راش على موقع ريلجم (الإنجليزية)
- براندون راش على موقع بروبوليرز (الإنجليزية)